# Án lệ 05/2016/AL
Án lệ 05/2016/AL là án lệ công bố thứ 5 thuộc lĩnh vực dân sự của Tòa án nhân dân tối cao tại Việt Nam, được Hội đồng Thẩm phán Tòa án nhân dân tối cao thông qua, Chánh án Tối cao Trương Hòa Bình ra quyết định công bố ngày 6 tháng 4 năm 2016, và có hiệu lực cho tòa án các cấp trong cả nước nghiên cứu, áp dụng trong xét xử từ ngày 1 tháng 16 năm 2016. Án lệ 05 dựa trên nguồn là Quyết định giám đốc thẩm số 39 ngày 9 tháng 10 năm 2014 của Hội đồng Thẩm phán Tòa án nhân dân tối cao về vụ án dân sự tranh chấp di sản thừa kế tại Thành phố Hồ Chí Minh, nội dung xoay quanh yêu cầu khởi kiện; yêu cầu phản tố; và thực tế công sức đóng góp vào việc quản lý, tôn tạo di sản thừa kế.
Trong vụ việc, nguyên đơn là chị em Nguyễn Thị Thưởng, Nguyễn Thị Xuân khởi kiện bị đơn là cháu ruột của mình tức Nguyễn Thị Thúy Phượng về yêu cầu chia tài sản thừa kế của bố mẹ để lại. Vấn đề được đặt ra là thời hiệu chia tài sản thừa kế, nhà đất được quản lý và sử dụng trong một thời gian dài, không đi đến thống nhất trong phân chia. Từ đây, vụ án được chọn làm án lệ để xác định các nhìn nhận về cán cân của việc phân chia di sản thừa kế theo pháp luật và thực tế quản lý, cải tạo, sử dụng của đương sự có liên quan.

## Tóm lược vụ án
Tại Thành phố Hồ Chí Minh, có gia đình Nguyễn Văn Hưng (gọi tắt: cụ Hưng, chết năm 1978), Lê Thị Ngự (gọi tắt: cụ Ngự, chết năm 1992) có sáu người con là Nguyễn Thị Xê, Nguyễn Chí Trải (gọi tắt: ông Trải), Nguyễn Thị Xuân, Nguyễn Thị Thưởng, Nguyễn Thị Trinh và Nguyễn Chí Trai (gọi tắt: ông Trai). Ông Trai có vợ là Ông Thị Mạnh (gọi tắt: bà Mạnh) và có năm người con là Nguyễn Thuần Lý, Nguyễn Thuần Huy, Nguyễn Thị Quới Đường, Nguyễn Chí Đạt (sinh năm 1966) và Nguyễn Chí Đạt (sinh năm 1968). Ông Trải có vợ là Nguyễn Thị Tư (gọi tắt: bà Tư), có ba người con là Nguyễn Thị Thúy Phượng (gọi tắt: chị Phượng), Nguyễn Chí Đức, Nguyễn Thị Thuý Loan. Cụ Hưng và cụ Ngự đã mua một mảnh đất, sinh sống tại đây, vẫn chưa được cấp giấy chứng nhận quyền sở hữu nhà, quyền sử dụng đất rồi qua đời mà không để lại di chúc.
Sau đó, căn nhà được sử dụng, quản lý bởi chị Phương, tức con gái của Nguyễn Chí Trải. Trong nhiều năm sử dụng, căn nhà được cải tạo một phần, được cho thuê một phần. Một số thành viên trong hàng thừa kế di sản, gồm cả những người Việt Nam định cư ở nước ngoài đã yêu cầu chia thừa kế đổi với mảnh nhà đất này nhưng không thể thống nhất. Ngày 18 tháng 7 năm 2008, Nguyễn Thị Thưởng, Nguyễn Thị Xuân khởi kiện Nguyễn Thị Thúy Phượng, đệ đơn gửi Tòa án nhân dân Thành phố Hồ Chí Minh. Vụ án lần lượt qua sơ thẩm, phúc thẩm tại Tòa Phúc thẩm Tòa án nhân dân tối cao tại Thành phố Hồ Chí Minh rồi giám đốc thẩm tại Tòa án nhân dân tối cao mới đi tới nhận định để quay trở lại với sơ thẩm ban đầu.

## Tranh tụng

### Nguyên đơn
Tại đơn khởi kiện và trong quá trình giải quyết vụ án, Nguyễn Thị Thưởng, Nguyễn Thị Xuân trình bày rằng: bố mẹ các bà là Nguyễn Văn Hưng, Lê Thị Ngự có sáu người con là hai bà cùng Nguyễn Thị Xê, Nguyễn Chí Trải, Nguyễn Thị Trinh và Nguyễn Chí Trai. Ông Trai có vợ là Ông Thị Mạnh và có năm người con. Ngày 31 tháng 3 năm 2008, Tòa án nhân dân Thành phố Hồ Chí Minh đã tuyên bố ông Trai, bà Mạnh, Nguyễn Thuần Huy, Nguyễn Thị Qưới Đường, Nguyễn Chí Đạt (sinh năm 1968) là đã chết.
Căn nhà số 263 đường Trần Bình Trọng, Phường 4, Quận 5, Thành phố Hồ Chí Minh do cụ Hưng, cụ Ngự nhận chuyển nhượng đất của Đào Thành Phụng năm 1953, đến năm 1966 thì hai cụ xây dựng nhà ở như hiện nay. Nhà đất chưa được cấp giấy chứng nhận quyền sở hữu nhà ở, quyền sử dụng đất, chỉ mới kê khai năm 1999. Cụ Hưng, cụ Ngự chết đều không để lại di chúc, căn nhà hiện nay do Nguyễn Thị Thuý Phượng là con Nguyễn Chí Trải đang quản lý. Quá trình quản lý, chị Phượng cho Nguyễn Thị Bích Đào thuê một phần căn nhà để làm lò bánh mì. Khi chị Phượng ở đây có sửa chữa nhà nhưng không đáng kể. Vợ chồng ông Trải không có đóng góp gì vào việc xây dựng và sửa chữa vì ông Trải đi cải tạo, còn bà Tư vợ ông Trải không có nghề nghiệp, con còn bé không có thu nhập để có tiền đóng góp. Nếu chị Phượng có chứng cứ chứng minh chi phí sửa chữa và yêu cầu thì các bà sẽ trả. Các nguyên đơn yêu cầu chia thừa kế căn nhà này theo quy định của pháp luật và xin được nhận nhà, hoàn lại bằng tiền cho các thừa kế khác. Chị Phượng không thuộc diện thừa kế nên phải trả lại nhà, không đồng ý hỗ trợ chị Phượng đi nơi khác.

### Bị đơn
Bị đơn là Nguyễn Thị Thuý Phượng trình bày rằng: chị thống nhất về quan hệ gia đình. Bố chị là Nguyễn Chí Trải, mẹ là Nguyễn Thị Tư có ba người con gồm chị, Nguyễn Chí Đức, Nguyễn Thị Thuý Loan (anh Đức, chị Loan hiện sống ở Canada). Căn nhà số 263 đường Trần Bình Trọng là của ông bà nội chị mua từ năm 1953, khi đó là nhà ngói, vách ván. Năm 1955, bố chị kết hôn với mẹ chị và bố mẹ chị ở tại căn nhà này. Năm 1978, cha chị xuất cảnh sang Mỹ, mẹ chị chết năm 1980. Chị sống tại căn nhà này từ nhỏ đến nay, đã sửa chữa nhà nhiều lần như làm cửa nhôm, xây tường phần gác lửng, lát gạch men sân thượng, xây tường phía sau nhà. Chị có phần thừa kế của bố chị vì năm 2006, bố chị đã lập tờ cho đứt chị tài sản thừa kế ở Việt Nam nên chị được phần thừa kế mà cha chị được hưởng của cụ Hưng, cụ Ngự. Chị không đồng ý yêu cầu của các nguyên đơn, vì thời hiệu chia thừa kế đã hết, hiện tại chị và hai con của chị đang sống tại căn nhà này. Chị có cho Nguyễn Thị Bích Đào thuê một phần nhà làm lò bánh mì, chị và bà Đào sẽ tự giải quyết với nhau về việc thuê nhà.
Bị đơn là Nguyễn Chí Trải trình bày tại văn bản ngày 14 tháng 10 năm 2009, ông Trải có đơn đề nghị có nội dung ngày 25 tháng 4 năm 2006, ông có giấy cho đứt tài sản thừa kế của ông cho chị Phượng được hưởng phần tài sản thừa kế mà ông được hưởng của bố mẹ tại Việt Nam, nay ông xin huỷ bỏ văn bản trên và bằng văn bản này ông xin uỷ quyền cho bà Thưởng, bà Xuân thay mặt ông tại Tòa án, khi Tòa xét xử xong phần tài sản thừa kế của ông xin được trao hết cho con trai ông là Nguyễn Chí Đức hiện cư trú tại Canada.
Sau khi xét xử sơ thẩm, ngày 22 tháng 4 năm 2010, ông Trải có đơn tường trình nội dung ông không đồng ý chia thừa kế nhà 263 Trần Bình Trọng mà giao cho chị Phượng tiếp tục trông nom để ở, ông và vợ ông đã có công sức đóng góp tiền của vào căn nhà này. Nhưng đến ngày 14 tháng 7 năm 2010, ông Trải lại có văn bản có nội dung ông cho con trai là Nguyễn Chí Đức phần tài sản ông được nhận thừa kế của bố mẹ. Ngày 11 tháng 3 năm 2011, ông Trải có tờ tường trình nội dung ông đồng ý với quyết định của bản án sơ thẩm, ông không kháng cáo.

### Bên thứ ba
Người có quyền lợi, nghĩa vụ liên quan là Nguyễn Thị Trinh (là con cụ Hưng, cụ Ngự) trình bày rằng: bà thống nhất như trình bày của các nguyên đơn về quan hệ gia đình và nguồn gốc tài sản. Năm 1966, nhà bị hư dột, bố mẹ bà có sửa lại nhà có sự đóng góp của các con trong đó có bà nhưng bà không yêu cầu phần bà đã đóng góp. Việc chị Phượng cho rằng bố mẹ chị và chị có đóng góp trong việc sửa chữa nhà là không đúng. Bà đề nghị kỷ phần thừa kế của bà giao cho bà Xuân, bà Thưởng quản lý; đề nghị bà Đào, chị Phượng trả lại nhà.
Đương sự Nguyễn Chí Đạt (sinh năm 1966), Nguyễn Thuần Lý trình bày rằng: bố mẹ các anh là Nguyễn Chí Trai, Ông Thị Mạnh cùng ba người em của các anh đều đã chết trên biển khi vượt biên vào năm 1982. Các anh đồng ý với ý kiến của nguyên đơn về việc chia thừa kế, xin được hưởng thừa kế tài sản của cụ Hưng, cụ Ngự và giao cho bà Thưởng, bà Xuân quản lý. Đương sự Nguyễn Thị Xê (là con của cụ Hưng, cụ Ngự) thống nhất với trình bày của các nguyên đơn về quan hệ gia đình và yêu cầu của các nguyên đơn, kỷ phần thừa kế bà được hưởng cho hai con của bà là Phạm Thị Vui và Phạm Thị Liên.
Đương sự Nguyễn Thị Thuý Loan, Nguyễn Chí Đức có lời khai theo giấy uỷ quyền lập ngày 21 tháng 5 năm 2007 (đã được hợp pháp hoá lãnh sự) thì chị Loan, anh Đức ủy quyền cho chị Phượng quyết định mọi sự việc liên quan đến những tranh chấp hay phân chia tài sản và nhà đất bên Việt Nam (giấy ủy quyền này do chị Phượng xuất trình theo đơn của chị Phượng đề ngày 25 tháng 3 năm 2011, sau khi xét xử sơ thẩm). Chị Loan có đơn (kèm theo văn bản uỷ quyền) có nội dung xin vắng mặt phiên toà ngày 13 tháng 8 năm 2009. Về tài sản tranh chấp bố mẹ chị có tiền đóng góp, còn các cô chú khác không đóng góp gì. Sau năm 1975, mọi người đi hết, chỉ còn mình chị Phượng ở với ông bà, đề nghị Tòa cho chị Phượng ở lại nhà đất tranh chấp.

## Xét xử

### Sơ thẩm
Ngày 18 tháng 11 năm 2009,  tại số 131 đường Nam Kỳ Khởi Nghĩa, phường Bến Thành, Quận 1, Thành phố Hồ Chí Minh, phiên xét xử sơ thẩm ra phán quyết sau nhiều phiên đã diễn ra. Tòa án nhân dân Thành phố Hồ Chí Minh quyết định: xác định nhà đất tại 263 Trần Bình Trọng là di sản thừa kế của Nguyễn Văn Hưng, Lê Thị Ngự; có sáu kỷ phần thừa kế, tổng là 10.655.687.000 đồng, mỗi kỷ phần là 1.775.947.800 đồng. Tòa buộc mẹ con chị Phượng và bà Đào giao lại nhà đất tranh chấp cho bà Thưởng, bà Xuân. Bà Thưởng, bà Xuân có trách nhiệm trả cho các thừa kế khác bằng tiền mà họ được hưởng. Ghi nhận việc Nguyễn Chí Trải cho con là Nguyễn Chí Đức được nhận kỷ phần thừa kế của ông.

### Phúc thẩm
Ngày 30 tháng 11 năm 2009, Nguyễn Thị Thuý Phượng có đơn kháng cáo có nội dung cho rằng cụ Hưng, cụ Ngự chết đã quá 10 năm nên thời hiệu khởi kiện về thừa kế không còn. Ngày 15 tháng 3 năm 2011, chị Phượng có đơn kháng cáo bổ sung nội dung rằng: bố chị là ông Trải không đồng ý chia và đồng ý cho chị quản lý căn nhà này. Các đồng thừa kế không có văn bản xác nhận nhà tranh chấp là tài sản chung chưa chia. Bố mẹ chị và các con trong đó có chị đã sống ổn định hơn 50 năm tại căn nhà này, đã bảo quản, giữ gìn căn nhà nhưng nay lại buộc mẹ con chị phải ra khỏi nhà là không thấu tình đạt lý.
Ngày 10 tháng 5 năm 2011, phiên phúc thẩm diễn ra tại trụ sở số 124 đường Nam Kỳ Khởi Nghĩa, phường Bến Nghé, Quận 1, Thành phố Hồ Chí Minh. Tòa Phúc thẩm Tòa án nhân dân tối cao tại Thành phố Hồ Chí Minh quyết định: giữ nguyên bản án sơ thẩm.

### Kháng nghị
Ngày 16 tháng 6 năm 2011, Nguyễn Thị Thuý Phượng có đơn đề nghị giám đốc thẩm bản án dân sự phúc thẩm nêu trên. Ngày 6 tháng 5 năm 2014, Chánh án Tòa án nhân dân tối cao Trương Hòa Bình đã kháng nghị bản án dân sự phúc thẩm nêu trên; đề nghị Hội đồng Thẩm phán Tòa án nhân dân tối cao xét xử giám đốc thẩm hủy bản án dân sự phúc thẩm nêu trên và bản án dân sự sơ thẩm của Tòa án nhân dân Thành phố Hồ Chí Minh; giao hồ sơ vụ án cho Tòa án nhân dân Thành phố Hồ Chí Minh xét xử sơ thẩm lại theo quy định của pháp luật.

## Giám đốc thẩm
Ngày 9 tháng 10 năm 2014, với yêu cầu kháng nghị của Chánh án Tối cao và sự nhất trí của Viện Kiểm sát, Hội đồng Thẩm phán tối cao đã mở phiên xét xử giám đốc thẩm tại trụ sở tòa ở số 48 đường Lý Thường Kiệt, phường Trần Hưng Đạo, quận Hoàn Kiếm, Hà Nội. Tại phiên tòa giám đốc thẩm, đại diện Viện kiểm sát nhân dân tối cao đề nghị Hội đồng Thẩm phán Tòa án nhân dân tối cao chấp nhận kháng nghị của Chánh án Tòa án nhân dân tối cao.

### Nhận định của Tòa án

#### Áp dụng quy định
Vợ chồng cụ Hưng (chết năm 1978), cụ Ngự (chết năm 1992) có sáu người con. Cụ Hưng, cụ Ngự chết đều không để lại di chúc. Các con của hai cụ và chị Phượng (con ông Trải) đều thừa nhận căn nhà số 263 đường Trần Bình Trọng do cụ Hưng, cụ Ngự nhận chuyển nhượng của Đào Thành Phụng năm 1953 là tài sản của hai cụ tạo lập, hiện tại đang do chị Phượng quản lý, sử dụng. Năm 2008, bà Xuân, bà Thưởng khởi kiện yêu cầu chia thừa kế di sản của cụ Hưng, cụ Ngự để lại.
Các đương sự đều xác định ông Trải định cư tại Mỹ trước ngày 1 tháng 7 năm 1991. Tòa án cấp sơ thẩm, phúc thẩm căn cứ Nghị quyết 1037 ngày 27 tháng 7 năm 2006 của Ủy ban Thường vụ Quốc hội xác định thời hiệu khởi kiện thừa kế đối với di sản của cụ Hưng vẫn còn là có cơ sở. Đối với di sản của cụ Ngự thì đã hết thời hiệu khởi kiện yêu cầu chia thừa kế, nhưng ông Trải và các đồng thừa kế của hai cụ đều thừa nhận di sản của cụ Ngự là tài sản chung của các thừa kế chưa chia và đều nhất trí chia đều cho các thừa kế. Do đó, Tòa án cấp sơ thẩm, phúc thẩm căn cứ tiểu mục a điểm 2.4 mục 2 phần I Nghị quyết số 02/2004/NQ-HĐTP ngày 10 tháng 8 năm 2004 của Hội đồng Thẩm phán Tòa án nhân dân tối cao hướng dẫn áp dụng pháp luật trong việc giải quyết các vụ án dân sự, hôn nhân và gia đình để chia phần di sản của cụ Ngự cho các thừa kế là có căn cứ.

#### Phân tích
Nhận định của Hội đồng Thẩm phán Tòa án nhân dân tối cao, Quyết định 39/2014/DS-GĐT.
Cụ Hưng chết năm 1978, theo quy định của Luật Hôn nhân và Gia đình năm 1959 thì ông Trải được hưởng 1/7 kỷ phần thừa kế của cụ Hưng. Phần tài sản ông Trải được hưởng của cụ Hưng là tài sản chung của vợ chồng ông Trải, bà Tư. Bà Tư chết năm 1980, các thừa kế của bà Tư gồm ông Trải và ba người con của ông Trải, bà Tư trong đó có chị Phượng. Như vậy, chị Phượng được hưởng một phần tài sản của mẹ là bà Tư, nhưng ông Trải đã định đoạt toàn bộ kỷ phần thừa kế mà ông được hưởng của cụ Hưng cho anh Đức là chưa đúng.
Chị Phượng sinh năm 1953 và các đương sự xác định chị Phượng ở tại nhà của ông, bà từ nhỏ đến nay. Từ năm 1982, chị Phượng đã là chủ hộ khẩu tại nhà đất này, cụ Ngự còn sống nhưng ở nơi khác, bà Thưởng chuyển hộ khẩu về tại đây từ năm 1979 nhưng không ở đây, nên chị Phượng đã trực tiếp quản lý, sử dụng nhà đất tranh chấp từ sau khi cụ Ngự chết đến nay. Các đương sự khác đều có nơi ở ổn định nơi khác. Khi chia thừa kế và tài sản chung, Tòa án cấp sơ thẩm và phúc thẩm không xem xét tạo điều kiện cho chị Phượng có chỗ ở mà buộc chị Phượng phải giao lại nhà cho các nguyên đơn trong đó có phần quyền tài sản chị Phượng được hưởng thừa kế của mẹ là bà Tư là chưa phù hợp.

### Quyết định
Từ nhận định này, Hội đồng Thẩm phán Tòa án nhân dân tối cao ra quyết định: hủy toàn bộ bản án dân sự phúc thẩm năm 2011 của Tòa Phúc thẩm Tòa án nhân dân tối cao tại Thành phố Hồ Chí Minh và hủy toàn bộ bản án dân sự sơ thẩm năm 2009 của Tòa án nhân dân Thành phố Hồ Chí Minh về vụ án tranh chấp thừa kế tài sản giữa nguyên đơn là Nguyễn Thị Thưởng, Nguyễn Thị Xuân với bị đơn là Nguyễn Thị Thuý Phượng và những người có quyền lợi, nghĩa vụ liên quan khác. Giao hồ sơ vụ án cho Tòa án nhân dân Thành phố Hồ Chí Minh xét xử sơ thẩm lại theo quy định của pháp luật.